# SMS Prinzregent Luitpold
SMS Prinzregent Luitpold, tên đặt theo Hoàng tử nhiếp chính Luitpold của Bavaria, là chiếc thứ năm cũng là chiếc cuối cùng trong lớp thiết giáp hạm Kaiser của Hải quân Đế quốc Đức trong giai đoạn Chiến tranh Thế giới thứ nhất. Prinzregent Luitpold được đặt lườn vào ngày tháng 10 năm 1910 tại xưởng tàu của hãng Germaniawerft ở Kiel, hạ thủy vào ngày 17 tháng 2 năm 1912 và đưa ra hoạt động cùng hạm đội vào ngày 19 tháng 8 năm 1913. Con tàu trang bị mười khẩu pháo 30,5 xentimét (12,0 in) bố trí trên năm tháp pháo nòng đôi, và đạt tốc độ tối đa 21,7 hải lý trên giờ (40,2 km/h; 25,0 mph). Prinzregent Luitpold được phân về Hải đội Chiến trận 3, và sau đó là Hải đội Chiến trận 4, của Hạm đội Biển khơi Đức trong hầu hết thời gian của Thế Chiến I
Cùng với các tàu chị em cùng lớp Kaiser, Friedrich der Grosse, Kaiserin và König Albert, Prinzregent Luitpold đã tham gia hầu hết các hoạt động hạm đội chủ yếu trong Thế Chiến I, bao gồm trận Jutland vào ngày 31 tháng 5-1 tháng 6 năm 1916. Nó cũng hiện diện trong Chiến dịch Albion, cuộc tấn công đổ bộ chiếm các cứ điểm do Nga chiếm giữ tại vịnh Riga trong biển Baltic vào cuối năm 1917.
Sau khi Đức thua trận trong chiến tranh buộc phải ký Thỏa thuận Ngừng bắn vào tháng 11 năm 1918, Prinzregent Luitpold cùng với hầu hết tàu chiến chủ lực của Hạm đội Biển khơi bị lưu giữ tại căn cứ Hải quân Anh ở Scapa Flow. Các con tàu bị giải giới, thủy thủ đoàn được rút gọn ở vai trò bảo trì trong khi quá trình thương lượng hòa bình diễn ra để đưa đến Hiệp ước Versailles. Vào ngày 21 tháng 6 năm 1919, tư lệnh của hạm đội bị cầm giữ, Chuẩn Đô đốc Ludwig von Reuter ra lệnh đánh đắm hạm đội nhằm đảm bảo người Anh không thể chiếm các con tàu. Xác tàu đắm của Prinzregent Luitpold cuối cùng được cho nổi lên vào tháng 7 năm 1931 và tháo dỡ vào năm 1933.

## Thiết kế và chế tạo

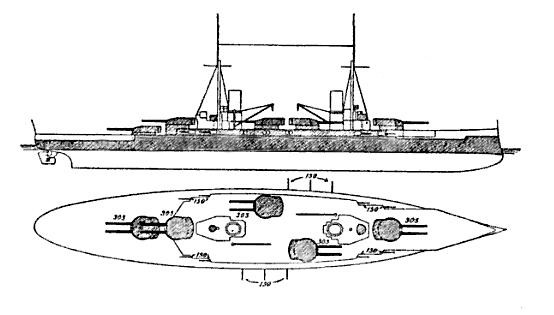
Sơ đồ mô tả lớp Kaiser, vùng màu xám là khu vực của con tàu được bảo vệ bằng vỏ giáp

Được đặt hàng dưới cái tên trong hợp đồng Ersatz Odin như là sự thay thế cho chiếc hải phòng hạm Odin đã lạc hậu, Prinzregent Luitpold được đặt lườn tại xưởng tàu của hãng Howaldtswerke ở Kiel vào tháng 10 năm 1910. Con tàu hạ thủy vào ngày 17 tháng 2 năm 1912, và công việc trang bị hoàn tất tiếp nối sau đó. Tàu ra hoạt động cùng hạm đội vào ngày 19 tháng 8 năm 1913. Prinzregent Luitpold được chế tạo với những thiết bị phục vụ cho vai trò chỉ huy hải đội, và nó trở thành soái hạm của Hải đội Chiến trận 3 sau khi đi vào hoạt động.
Con tàu có chiều dài chung 172,4 m (566 ft) và trọng lượng choán nước tối đa 27.000 tấn (27.000 tấn Anh; 30.000 tấn Mỹ); mạn thuyền rộng 29 m (95 ft), độ sâu của mớn nước trước mũi là 9,1 m (30 ft) và sau đuôi là 8,8 m (29 ft). Hai bộ turbine Parsons giúp dẫn động Prinzregent Luitpold được cung cấp hơi nước từ 14 nồi hơi đốt than. Không giống như những chiếc tàu chị em, ban đầu tàu dự định sử dụng một động cơ diesel để dẫn động trục giữa, nhưng đã không thành hiện thực vào lúc con tàu hoàn tất. Do động cơ này không bao giờ được trang bị nên Prinzregent Luitpold hơi chậm hơn so với những tàu chị em cùng lớp vốn có một turbine thứ ba dẫn động trục giữa. Hệ thống động lực của nó cho phép đạt tốc độ tối đa 21,7 hải lý trên giờ (40,2 km/h; 25,0 mph). Nó mang theo 3.600 tấn (3.500 tấn Anh; 4.000 tấn Mỹ) than cho phép đạt tầm hoạt động tối đa 7.900 hải lý (14.600 km; 9.100 mi) ở tốc độ đường trường 12 kn (22 km/h; 14 mph).
Prinzregent Luitpold trang bị dàn pháo chính gồm mười khẩu pháo SK 30,5 cm (12,0 in) L/50 đặt trên năm tháp pháo nòng đôi. Con tàu từ bỏ cách sắp xếp dàn pháo chính hình lục giác không hiệu quả trên các lớp thiết giáp hạm Đức trước đây; thay vào đó, ba trong số năm tháp pháo được bố trí trên trục giữa con tàu, với hai chiếc sắp xếp bắn thượng tầng phía đuôi. Hai tháp pháo còn lại đặt lệch hình thang giữa tàu, có thể bắn qua mạn. Con tàu còn trang bị mười bốn khẩu pháo SK 15 cm (5,9 in) L/45 trong các tháp pháo ụ giữa tàu, tám khẩu 8,8 cm (3,5 in) SK L/45 trong các tháp pháo ụ và bốn khẩu 8,8 cm L/45 phòng không. Ngoài ra còn có năm ống phóng ngư lôi 50 cm (20 in), tất cả đều bố trí trong lườn tàu.

## Lịch sử hoạt động

### Trước chiến tranh
Ngay sau khi hoàn tất, Prinzregent Luitpold tham gia các cuộc cơ động hàng năm vào mùa Thu, vốn tiếp nối chuyến đi mùa Hè đến Na Uy; cuộc tập trận kéo dài từ ngày 31 tháng 8 đến ngày 9 tháng 9 năm 1913. Các cuộc thực tập đơn vị và huấn luyện riêng lẻ được thực hiện trong tháng 10 và tháng 11. Vào đầu năm 1914,
Vào đầu năm 1914, Prinzregent Luitpold tham gia các đợt huấn luyện đơn vị và riêng lẻ khác. Cuộc cơ động mùa Xuân hàng năm tiến hành tại Bắc Hải vào cuối tháng 3; tiếp nối bằng các đợt thực tập hạm đội trong tháng 4 và tháng 5 tại biển Baltic và Bắc Hải. Bất chấp sự căng thẳng quốc tế đang gia tăng sau vụ ám sát Franz Ferdinand của Áo vào ngày 28 tháng 6 năm 1914, Hạm đội Biển khơi Đức vẫn bắt đầu chuyến đi mùa Hè hàng năm đến Na Uy vào ngày 13 tháng 7. Trong chuyến đi thời bình cuối cùng của Hạm đội Đế chế, hạm đội tiến hành các cuộc thực hành ngoài khơi Skagen trước khi tiến vào các vũng biển Na Uy vào ngày 25 tháng 7. Ngày hôm sau hạm đội bắt đầu quay trở về Đức, do hậu quả của Tối hậu thư tháng 7 mà Đế quốc Áo-Hung đưa ra đối với Serbia. Vào ngày 27 tháng 7, toàn hạm đội tập trung ngoài khơi mũi Skadenes trước khi quay về cảng, nơi chúng ở trong tình trạng sẵn sàng cao độ. Chiến tranh giữa Áo-Hung và Serbia nổ ra vào ngày 28 tháng 7, và chỉ trong vòng một tuần lễ, mọi cường quốc tại châu Âu đều đã tham gia cuộc xung đột.

### Mở màn Chiến tranh Thế giới thứ nhất

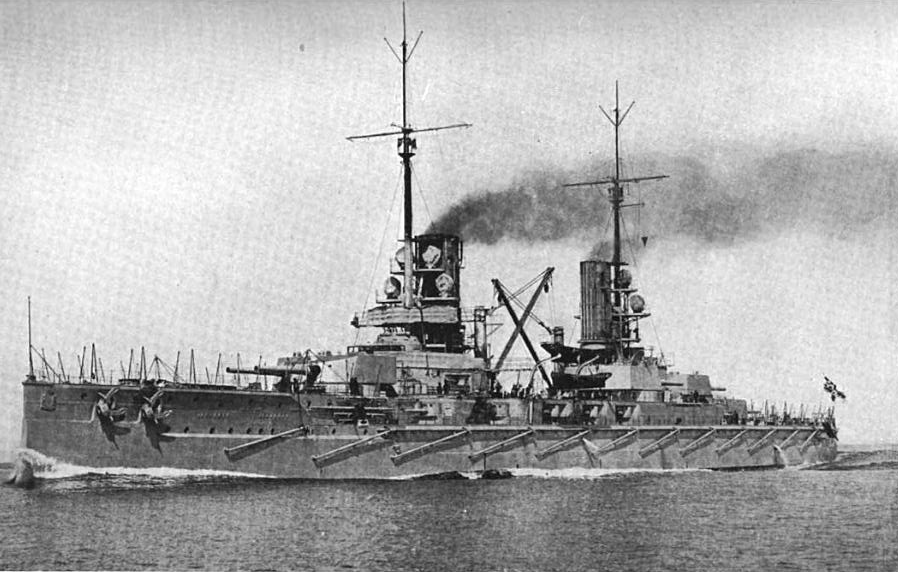
Thiết giáp hạm Prinzregent Luitpold trên đường đi

Prinzregent Luitpold có mặt trong cuộc tiến quân đầu tiên của Hạm đội Đức vào Bắc Hải, diễn ra vào ngày 2-3 tháng 11 năm 1914, cho dù không bắt gặp lực lượng Anh nào. Một đợt thứ hai tiếp nối vào ngày 15-16 tháng 12. Chuyến đi này nằm trong một chiến lược mà Đô đốc Friedrich von Ingenohl, Tư lệnh Hạm đội Biển khơi áp dụng. Ông dự định sử dụng các tàu chiến-tuần dương thuộc Đội Tuần tiễu 1 dưới quyền Chuẩn Đô đốc Franz von Hipper sẽ bắn phá các thị trấn dọc theo bờ biển Anh nhằm thu hút một phần lực lượng của Hạm đội Grand Anh Quốc ra xa, nơi chúng sẽ bị Hạm đội Biển khơi tiêu diệt. Sáng sớm ngày 15 tháng 12, hạm đội rời cảng tiến hành cuộc bắn phá Scarborough, Hartlepool và Whitby. Chiều tối hôm đó, hạm đội chiến trận Đức với khoảng 12 thiết giáp hạm dreadnought, trong đó có Kaiserin và bốn tàu chị em với nó, cùng 8 thiết giáp hạm tiền-dreadnought, đã tiếp cận ở khoảng cách 10 nmi (19 km; 12 mi) với một hải đội Anh biệt lập bao gồm sáu thiết giáp hạm. Tuy nhiên, các cuộc đụng độ lẻ tẻ giữa lực lượng tàu khu trục hộ tống của hai bên trong bóng tối đã khiến Đô đốc von Ingenohl tin rằng ông đang phải đối đầu với toàn bộ Hạm đội Grand. Tuân theo chỉ thị của Kaiser Wilhelm II tránh mạo hiểm hạm đội một cách không cần thiết, von Ingenohl ra lệnh tách ra khỏi trận chiến và quay mũi hạm đội đội chiến trận trở về Đức.
Prinzregent Luitpold di chuyển đến biển Baltic cho một lượt huấn luyện hải đội từ ngày 23 đến ngày 29 tháng 1 năm 1915. Trong đợt cơ động, thiết giáp hạm König mới hơn trở thành soái hạm của Hải đội Chiến trận 3. Phó Đô đốc, Tư lệnh Hải đội Chiến trận 3, hạ cờ hiệu của mình vào ngày 24 tháng 1 để chuyển sang König. Sau khi chiếc Blücher bị mất trong Trận Dogger Bank vào tháng 1 năm 1915, Kaiser cách chức Đô đốc von Ingenohl vào ngày 2 tháng 2, và Đô đốc Hugo von Pohl thay thế trong vai trò tư lệnh hạm đội. Von Pohl tiếp tục chiến lược càn quét vào Bắc Hải để tiêu diệt những đơn vị Anh biệt lập. Vào ngày 24 tháng 4, Prinzregent Luitpold bị mắc cạn tại kênh đào Kaiser Wilhelm nhưng nó rút ra mà không bị hư hại gì nghiêm trọng. Một loạt các cuộc tiến quân hạm đội được tiến hành phần còn lại của năm 1915. Prinzregent Luitpold cùng phần còn lại của hạm đội đã xuất quân để hỗ trợ cho Đội Tuần tiễu 2 thực hiện một chiến dịch rải mìn vào ngày 17-18 tháng 5. Không đầy hai tuần sau, vào ngày 29-30 tháng 5, hạm đội dự định tiến hành cuộc càn quét vào Bắc Hải, nhưng hoàn cảnh thời tiết khắc nghiệt đã buộc Đô đốc Pohl phải hủy bỏ chiến dịch khi chỉ còn cách 50 nmi (93 km; 58 mi) ngoài khơi Schiermonnikoog. Hạm đội đã ở lại căn cứ cho đến ngày 10 tháng 8, khi nó di chuyển đến phía Bắc Helgoland hỗ trợ cho chuyến quay về của chiếc tàu tuần dương phụ trợ Meteor. Một tháng sau, vào ngày 11-12 tháng 9, hạm đội hỗ trợ cho một hoạt động rải mìn khác ngoài khơi Swarte Bank. Hoạt động cuối cùng trong năm là vào ngày 23-24 tháng 10, khi hạm đội xuất quân về hướng Horns Reef mà không gặp sự kiện gì. Hải đội Chiến trận 3 tiến hành một lượt huấn luyện tại biển Baltic trong các ngày 5 đến 20 tháng 12.
Nhiệm kỳ của von Pohl dưới tư cách Tư lệnh Hạm đội khá ngắn ngủi; vào tháng 1 năm 1916, chứng bệnh ung thư gan đã khiến ông suy yếu đến mức không thể thi hành nhiệm vụ. Ông được Phó đô đốc Reinhard Scheer thay thế vào ngày 11 tháng 1. Scheer đề xuất một chiến lược tích cực tấn công hơn nhằm đưa đến một cuộc đối đầu với Hạm đội Grand Anh Quốc và nhận được sự chuẩn thuận của Kaiser vào tháng 2. Chiến dịch đầu tiên của Scheer được tiến hành trong tháng tiếp theo, vào ngày 5-7 tháng 3, với một cuộc càn quét Hoofden không mang lại kết quả. Prinzregent Luitpold cũng hiện diện trong một cuộc tiến quân đến Amrun Bank vào ngày 2-3 tháng 4. Một đợt tiến quân khác đến Horns Reef tiếp nối vào ngày 21-22 tháng 4.

### Trận Jutland

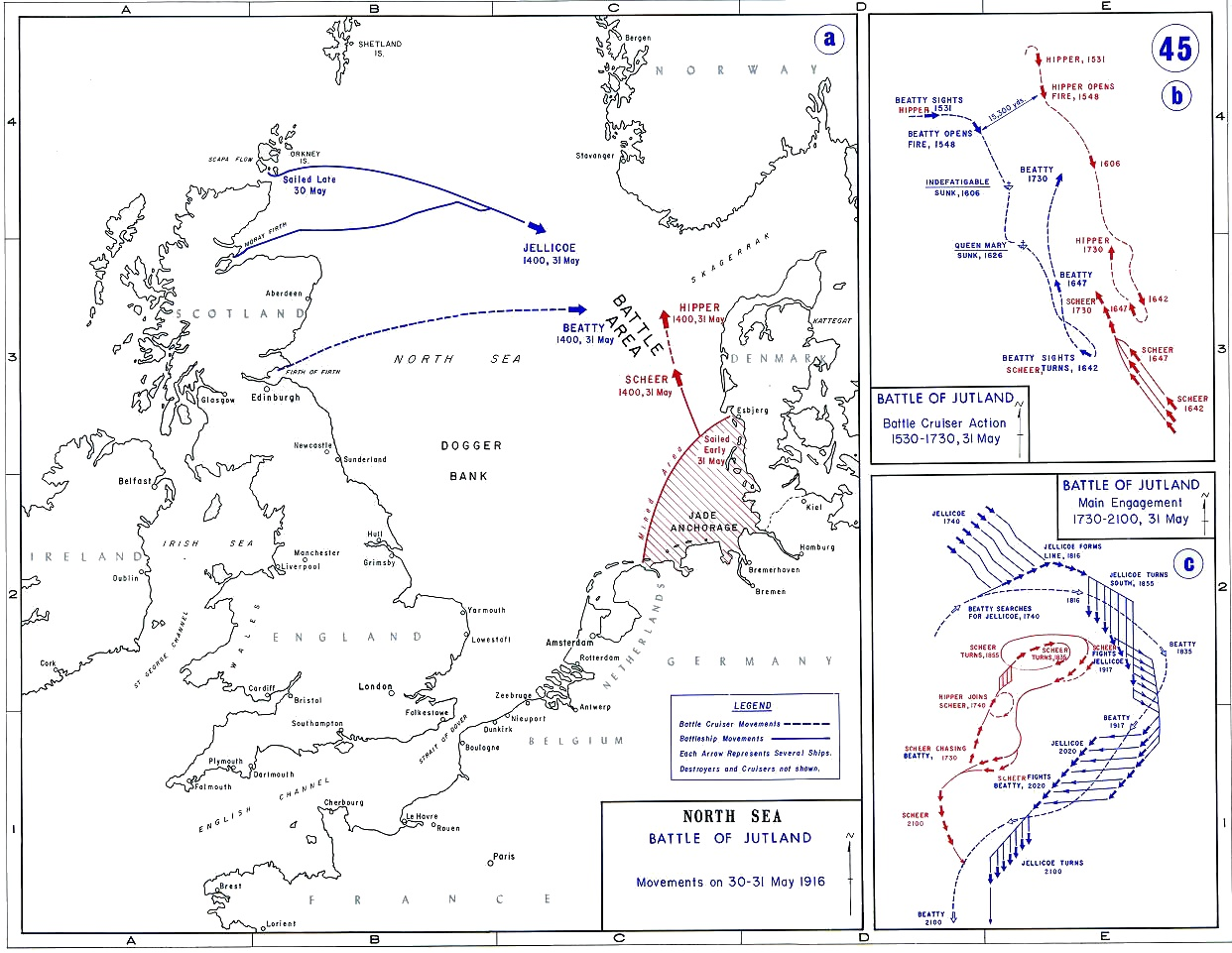
Bản đồ trình bày sự cơ động của hạm đội Anh (xanh) và Đức (đỏ) trong ngày 31 tháng 5–1 tháng 6 năm 1916.

Prinzregent Luitpold đã có mặt trong cuộc xuất quân của hạm đội vốn đã đưa đến trận Jutland vào ngày 31 tháng 5-1 tháng 6 năm 1916. Một lần nữa Hạm đội Đức tìm cách thu hút một phần biệt lập Hạm đội Grand để tiêu diệt chúng trước khi thành phần chủ lực có thể trả đũa. Trong chiến dịch, Prinzregent Luitpold là chiếc thứ ba thuộc Đội 6 trong đội hình Hải đội Chiến trận 3 và là chiếc thứ tám trong hàng, ngay sau Kaiserin và dẫn trước Friedrich der Grosse. Đội 6 chỉ xếp phía sau Đội 5 bao gồm bốn chiếc lớp König. Tám thiết giáp hạm thuộc các lớp Helgoland và Nassau hình thành Đội 1 và Đội 2 của Hải đội Chiến trận 1, đi tiếp nối phía sau Hải đội Chiến trận 3. Và cuối cùng là sáu thiết giáp hạm-tiền dreadnought cũ thuộc các Đội 3 và Đội 4 của Hải đội Chiến trận 2 đi bọc hậu.
Không lâu trước 16 giờ 00 giờ Trung Âu, các tàu chiến-tuần dương thuộc Đội Tuần tiễu 1 đối đầu với Hải đội Tàu chiến-Tuần dương 1 Anh Quốc dưới quyền chỉ huy của Đô đốc David Beatty. Các lực lượng đối địch bắt đầu một cuộc đấu pháo, vốn đã đưa đến việc phá hủy chiếc HMS Indefatigable không lâu sau 17 giờ 00, rồi đến lượt HMS Queen Mary không đầy nữa giờ sau đó. Vào lúc này, các tàu chiến-tuần dương Đức di chuyển về phía Nam nhằm thu hút các tàu chiến Anh về phía lực lượng chủ lực của Hạm đội Biển khơi. Đến 17 giờ 30, thiết giáp Đức dẫn đầu König nhìn thấy cả Đội Tuần tiễu 1 của Đức bên mạn phải và Hải đội Tàu chiến-tuần dương 1 của Anh bên mạn trái. Đến 17 giờ 45 phút, Scheer ra lệnh bẻ lái 2 point (22,5°) sang mạn trái để đưa các con tàu của ông đến gần hơn các tàu chiến-tuần dương Anh, và một phút sau lệnh khai hỏa được đưa ra.
Prinzregent Luitpold đối đầu với mục tiêu gần nhất mà các pháo thủ có thể nhận diện, một tàu chiến-tuần dương lớp Lion, ở khoảng cách 22.300 yd (20.400 m), cho dù các quả đạn pháo của nó đã không với tới mục tiêu. Các con tàu của Beatty gia tăng tốc độ, và đến 17 giờ 51 phút đã xoay ra để tăng thêm khoảng cách với các thiết giáp hạm của Hải đội 3. Lúc 18 giờ 08 phút, Prinzregent Luitpold chuyển hỏa lực của nó nhắm vào thiết giáp hạm Anh Malaya ở khoảng cách 19.100 yd (17.500 m), nhưng đã không bắn trúng phát nào. Đến 18 giờ 38 phút, Malaya biến mất trong làn sương mù và bị buộc phải ngừng bắn. Các tàu khu trục Anh Nestor và Nomad, vốn đã bị đánh hỏng trước đó trong trận chiến, nằm chắn ngay trên hướng đi của Hạm đội biển khơi. Prinzregent Luitpold cùng ba tàu chị em tiêu diệt Nomad bằng dàn pháo hạng hai trong khi các thiết giáp hạm của Hải đội 1 kết liễu Nestor. Lúc khoảng 19 giờ 00, hàng chiến trận Đức đụng độ với nhiều tàu chiến thuộc Hải đội Tuần dương nhẹ 2 của Anh. Prinzregent Luitpold đã bắn hai loạt đạn pháo vào một tàu tuần dương bốn ống khói đối phương không rõ tung tích lúc 19 giờ 03 phút, nhưng không trúng đích.
Không lâu sau 19 giờ 00, tàu tuần dương Đức Wiesbaden bị đánh hỏng bởi một quả đạn pháo từ chiếc tàu chiến-tuần dương Anh Invincible; Chuẩn Đô đốc Behncke trên chiếc König tìm cách cơ động Hải đội Chiến trận 3 để bảo vệ cho chiếc tàu tuần dương bị bắn trúng. Nhưng cùng lúc đó, các hải đội tuần dương nhẹ 3 và 4 của Anh bắt đầu một cuộc tấn công bằng ngư lôi vào hàng chiến trận Đức; trong khi tiến đến đủ khoảng cách để phóng ngư lôi, chúng tấn công Wiesbaden bằng hỏa lực của dàn pháo chính. Tám thiết giáp hạm thuộc Hải đội 3 nhắm vào các tàu tuần dương Anh, nhưng việc chịu đựng hỏa lực pháo hạng nặng của thiết giáp hạm đối phương không đủ để đánh đuổi các tàu tuần dương Anh. Các tàu tuần dương bọc thép Defence, Warrior và Black Prince tham gia vào cuộc tấn công nhằm kết liễu Wiesbaden đã bị hư hại. Từ 19 giờ 14 phút đến 19 giờ 17 phút, nhiều thiết giáp hạm và tàu chiến-tuần dương Đức đã nổ súng vào Defence và Warrior. Thay vì tham gia vào mục tiêu ở gần hơn là các tàu tuần dương Anh, Prinzregent Luitpold đối đầu với các thiết giáp hạm dẫn đầu của hàng chiến trận Anh, bắn tổng cộng 21 loạt đạn pháo. Các pháo thủ báo cáo một khoảng cách là 17.500–18.800 yd (16.000–17.200 m), tuy nhiên con số này đã bị ước lượng quá xa khiến các loạt đạn pháo trượt xa khỏi mục tiêu dự định.
Đến 20 giờ 00, hàng chiến trận Đức nhận lệnh quay mũi toàn bộ 180° về phía Đông để tách ra khỏi hạm đội Anh. Tiến hành dưới làn hỏa lực đối phương nặng nề, cú cơ động này đã khiến hạm đội Đức trở nên lộn xộn. Kaiserin tiến đến quá gần Prinzregent Luitpold và bị buộc phải tách ra khỏi hàng sang mạn phải để tránh va chạm, Prinzregent Luitpold lại chạy song song với Kaiserin ở tốc độ cao. Kết quả là Kaiserin phải ở lại ngoài hàng không thể quay trở lại vị trí đã phân công. Cú đổi hướng cũng làm đảo ngược thứ tự hàng hạm đội Đức; Prinzregent Luitpold giờ đây là chiếc thứ tám kể từ phía sau hàng chiến trận Đức và dẫn đầu Hải đội Chiến trận 3. Cuối cùng đến khoảng 23 giờ 30 phút, hạm đội Đức cũng tái tổ chức thành đội hình di chuyển ban đêm.
Sau một loạt các cuộc đụng độ ban đêm giữa những thiết giáp hạm Đức dẫn đầu và các tàu khu trục Anh, Hạm đội Biển khơi Đức xuyên qua được các lực lượng hạng nhẹ Anh và về đến Horns Reef lúc 04 giờ 00 ngày 1 tháng 6. Hạm đội Đức đến Wilhelmshaven vài giờ sau đó; nơi các thiết giáp hạm thuộc Hải đội 1 chiếm lấy các vị trí phòng thủ bên ngoài vũng biển, và Prinzregent Luitpold, Kaiserin, Kaiser cùng Kronprinz trực chiến bên ngoài các lối ra vào Wilhelmshaven. Phần còn lại của hạm đội đi vào cảng Wilhelmshaven, nơi những chiếc còn có khả năng chiến đấu được tiếp than và đạn dược. Trong quá trình trận chiến, Prinzregent Luitpold đã bắn 169 quả đạn pháo hạng nặng và 106 quả đạn pháo hạng hai; nó thoát ra khỏi trận chiến mà không bị hư hại gì.

### Các hoạt động tiếp theo
Vào đầu tháng 8, Prinzregent Luitpold cùng phần còn lại của Hải đội Chiến trận 3 tiến hành huấn luyện tại biển Baltic. Vào ngày 18 tháng 8, Đô đốc Scheer dự định lặp lại kế hoạch như vào ngày 31 tháng 5; hai chiếc tàu chiến-tuần dương còn hoạt động được của Đức Moltke và Von der Tann, hỗ trợ bởi ba thiết giáp hạm dreadnought, sẽ tham gia cuộc bắn phá thị trấn ven biển Sunderland nhằm lôi kéo và tiêu diệt các tàu chiến-tuần dương của Beatty. Phần còn lại của hạm đội, bao gồm Prinzregent Luitpold, sẽ theo sau bảo vệ. Trong chiến dịch, Prinzregent Luitpold đưa vị Tư lệnh lực lượng U-boat. Trên đường đi đến bờ biển Anh, Scheer chuyển hướng lên phía Bắc sau một báo cáo sai lầm từ một khí cầu zeppelin về một đơn vị Anh trong khu vực. Vì vậy việc bắn phá đã không được tiến hành; và đến 14 giờ 35 phút, Scheer được cảnh báo về sự xuất hiện của Hạm đội Grand, nên đã quay mũi lực lượng của mình rút lui trở về các cảng Đức.
Một cuộc tiến quân hạm đội khác tiếp nối vào ngày 18-20 tháng 10, nhưng nó kết thúc mà không bắt gặp đơn vị Anh nào. Hai tuần sau, vào ngày 4 tháng 11, Prinzregent Luitpold tham gia một cuộc viễn chinh đến bờ biển phía Tây Đan Mạch để hỗ trợ cho hai chiếc tàu ngầm U-boat U-20 và U-30 bị mắc cạn tại đây. Đến ngày 1 tháng 12, Hạm đội Biển khơi được tái tổ chức: bốn chiếc lớp König tiếp tục ở lại Hải đội Chiến trận 3 cùng với thiết giáp hạm Bayern vừa mới đưa vào hoạt động, trong khi năm chiếc lớp Kaiser bao gồm Prinzregent Luitpold được chuyển sang Hải đội Chiến trận 4 vừa mới thành lập, nơi nó đảm nhiệm vai trò soái hạm.
Prinzregent Luitpold va phải một dây cáp thép tại vũng biển Wilhelmshaven vào ngày 20 tháng 1 năm 1917; dây cáp bị cuốn vào chân vịt mạn phải con tàu. Đến tháng 3, Friedrich der Grosse được chiếc thiết giáp hạm vừa mới đưa vào hoạt động Baden thay thế trong vai trò soái hạm của hạm đội. Đến lượt Friedrich der Grosse thay thế cho Prinzregent Luitpold trong vai trò soái hạm của Hải đội Chiến trận 4. Sự mất tinh thần dần dần và việc bất mãn với khẩu phần ăn đã kích động nhiều vụ binh biến nhỏ trong hạm đội. Vào các ngày 6 tháng 6 và 19 tháng 7, thợ đốt lò phản đối chất lượng thực phẩm thấp mà họ nhận được, rồi đến ngày 2 tháng 8, khoảng 800 người đã tuyệt thực. Các sĩ quan trên tàu tỏ ra khoan dung, đồng ý thành lập một Ủy ban quản lý (Menagekommission), cho phép thủy thủ có tiếng nói trong việc chọn lựa và chuẩn bị khẩu phần ăn. Tuy nhiên, một trong những người cầm đầu bị bắt giữ, bị kết án tử hình và bị hành hình vào ngày 5 tháng 9.

### Chiến dịch Albion

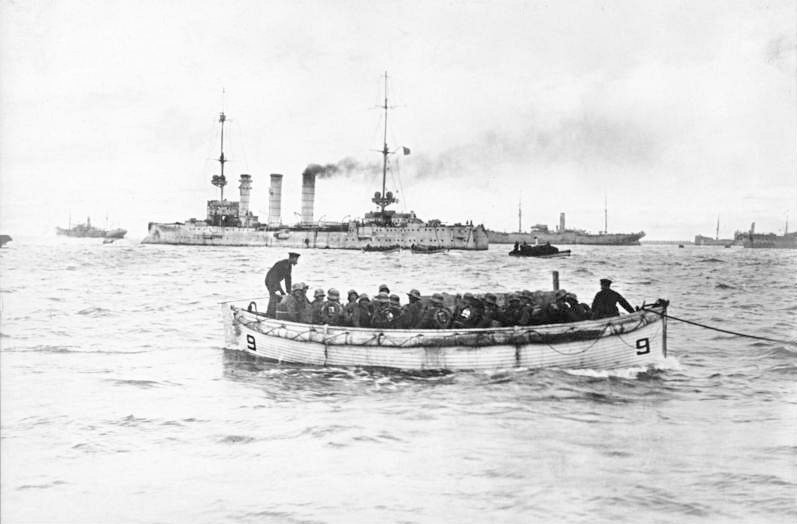
Lực lượng Đức đổ bộ tại Ösel

Vào đầu tháng 9 năm 1917, sau khi Đức chiếm cảng Riga của Nga, Hải quân Đức quyết định xóa sổ lực lượng Hải quân Nga vốn còn đang trụ lại vịnh Riga. Nhằm mục đích này, Bộ Tổng Tư lệnh Hải quân (Admiralstab) vạch ra một chiến dịch nhằm chiếm đảo Ösel, đặc biệt nhắm vào các khẩu đội pháo Nga trên bán đảo Sworbe. Ngày 18 tháng 9, mệnh lệnh được đưa ra cho một chiến dịch phối hợp Lục-Hải quân nhằm chiếm các đảo Ösel và Moon; lực lượng hải quân tham gia chiến dịch được đưa về Đơn vị Đặc biệt, bao gồm soái hạm Moltke cùng các hải đội chiến trận 3 và 4 của Hạm đội Biển khơi. Cùng với chín tàu tuần dương hạng nhẹ, ba chi hạm đội tàu phóng ngư lôi cùng nhiều tàu rải mìn và tàu quét mìn, toàn bộ lực lượng bao gồm khoảng 300 tàu chiến, dưới sự hỗ trợ của trên 100 máy bay và sáu khí cầu zeppelin. Lực lượng tấn công gồm khoảng 24.600 sĩ quan và binh sĩ. Đối đầu với lực lượng Đức là các thiết giáp hạm tiền-dreadnought cũ của Nga Slava và Tsarevitch, các tàu tuần dương bọc thép Bayan, Admiral Makarov và Diana, 26 tàu khu trục, nhiều tàu phóng lôi và pháo hạm, cùng một lực lượng đồn trú tại Ösel với khoảng 14.000 người cùng các khẩu đội pháo phòng thủ duyên hải.
Chiến dịch bắt đầu vào sáng ngày 12 tháng 10, khi Moltke cùng Hải đội Chiến trận 3 bắn phá các vị trí Nga trong vịnh Tagga trong khi Prinzregent Luitpold và phần còn lại của Hải đội Chiến trận 4 nổ súng vào các khẩu đội pháo bờ biển trên bán đảo Sworbe thuộc đảo Ösel. Prinzregent Luitpold cùng với Kaiser và Kaiserin được giao nhiệm vụ áp chế các khẩu pháo bờ biển Nga tại Hundsort vốn đã nhắm bắn vào Moltke. Các con tàu khai hỏa lúc 05 giờ 44 phút, và đến 07 giờ 45 phút, phía Nga ngừng bắn và lực lượng Đức bắt đầu tiến vào bờ. Hai ngày sau, Phó Đô đốc Wilhelm Souchon, Tư lệnh Hải đội Chiến trận 4, rời vịnh Tagga cùng với Kaiserin, Friedrich der Grosse và Prinzregent Luitpold để hỗ trợ cho lực lượng Đức trên bộ tiến quân trên bán đảo Sworbe. Đến ngày 20 tháng 10, cuộc chiến trên các hòn đảo đến hồi kết thúc; Moon, Ösel và Dagö lọt về tay quân Đức. Vào ngày hôm trước, Bộ Tổng Tư lệnh Hải quân Đức ra lệnh ngừng các hoạt động hải quân và rút các thiết giáp hạm trở về Hạm đội Biển khơi càng nhanh càng tốt. Ngày 24 tháng 10, Prinzregent Luitpold được cho tách khỏi đơn vị đặc biệt và quay trở về Kiel.
Sau khi quay trở về Kiel, Prinzregent Luitpold đi vào ụ tàu để bảo trì định kỳ, vốn hoàn tất vào ngày 21 tháng 12. Sau đó nó đi đến Wilhelmshaven, nơi nó tiếp nối nhiệm vụ canh phòng vũng biển. Ngày 17 tháng 3 năm 1918, con tàu đi đến biển Baltic để huấn luyện thực hành, và vào ngày hôm sau tàu chiến-tuần dương Derfflinger đã đâm vào nó ngay bên ngoài Kiel, cho dù tai nạn không gây ra thiệt hại nào nghiêm trọng. Nó cũng tham gia cuộc xuất quân đến Na Uy không mang lại kết quả vào ngày 23-25 tháng 4 năm 1918, rồi sau đó nó quay lại nhiệm vụ canh gác tại German Bight.
Prinzregent Luitpold cùng bốn chiếc tàu chị em được dự định để tham gia hoạt động cuối cùng của hạm đội vào cuối tháng 10 năm 1918, nhiều ngày trước khi Hiệp định Đình chiến với Đức có hiệu lực. Phần lớn Hạm đội Biển khơi sẽ xuất phát từ căn cứ của chúng ở Wilhelmshaven để đối đầu với Hạm đội Grand của Anh; Reinhard Scheer, lúc này là Đại Đô đốc (Großadmiral) của Hạm đội, dự định gây tổn thất cho Hải quân Anh càng nhiều càng tốt nhằm duy trì một vị thế mặc cả tốt cho việc thương lượng hòa bình của Đức bất chấp tổn thất có thể phải chịu đựng. Tuy nhiên, nhiều người trong số những thủy thủ đã mệt mỏi vì chiến tranh cảm thấy chiến dịch này sẽ ngăn trở tiến trình hòa bình và kéo dài thời hạn chiến tranh. Sáng ngày 29 tháng 10 năm 1918, mệnh lệnh được đưa ra để chuẩn bị khởi hành từ Wilhelmshaven vào ngày hôm sau. Bắt đầu từ đêm 29 tháng 10, thủy thủ trên chiếc Thüringen, và sau đó trên nhiều thiết giáp hạm khác, làm binh biến. Sự bất ổn cuối cùng đã buộc Hipper và Scheer phải hủy bỏ chiến dịch. Được thông báo về tình hình, Kaiser phát biểu "Tôi không còn có một lực lượng Hải quân nữa".

### Số phận

Bản đồ vị trí các con tàu bị đánh đắm tại Scapa Flow. Prinzregent Luitpold được đánh dấu với số 17

Sau khi Đức đầu hàng vào tháng 11 năm 1918, hầu hết tàu chiến của Hạm đội Biển khơi, kể cả Prinzregent Luitpold, bị lưu giữ tại căn cứ hải quân Anh tại Scapa Flow, dưới quyền chỉ huy của Chuẩn Đô đốc Ludwig von Reuter. Trước khi Hạm đội Đức khởi hành, Đô đốc Adolf von Trotha khẳng định lại với von Reuter chỉ thị không được để cho phe Đồng Minh chiếm các con tàu trong bất kỳ tình huống nào. Hạm đội đã gặp gỡ tàu tuần dương hạng nhẹ Anh Cardiff, vốn đã dẫn đầu các con tàu Đức đi đến điểm gặp gỡ hạm đội Đồng Minh, một lực lượng khổng lồ bao gồm 370 tàu chiến của Anh, Mỹ và Pháp, vốn sẽ hộ tống hạm đội Đức đến Scapa Flow. Khi bị lưu giữ trong suốt thời gian diễn ra các cuộc đàm phán hòa bình, mà sau này cuối cùng sẽ dẫn đến Hiệp ước Versailles, các khẩu pháo của chúng bị bất hoạt bằng cách tháo bỏ khóa nòng, và một thủy thủ đoàn tối thiểu gồm 200 sĩ quan và thủy thủ giúp bảo trì con tàu.
Một bản in của báo The Times cung cấp thông tin cho von Reuter rằng Thỏa thuận Ngừng bắn sẽ hết hiệu lực vào giữa trưa ngày 21 tháng 6 năm 1919, thời hạn cuối cùng mà Đức phải ký vào Hiệp định hòa bình. Đô đốc Von Reuter đưa đến kết luận người Anh sẽ tìm cách chiếm hữu các con tàu Đức sau khi Thỏa thuận Ngừng bắn hết hiệu lực. Không biết rằng thời hạn của thỏa thuận đã được triển hạn đến ngày 23 tháng 6, ông quyết định đánh đắm các con tàu của mình vào cơ hội thuận tiện đầu tiên có thể. Sáng ngày 21 tháng 6, Hạm đội Anh rời Scapa Flow tiến hành thực tập huấn luyện; và đến 11 giờ 20 phút Reuter truyền mệnh lệnh này đến các con tàu của mình. Prinzregent Luitpold chìm lúc 13 giờ 30 phút; nó được cho nổi trở lại vào ngày 9 tháng 7 năm 1931 và bị tháo dỡ vào năm 1933 tại Rosyth.